# کوینسی (ایندیانا)
کوینسی (به انگلیسی: Quincy) یک منطقهٔ مسکونی در ایالات متحده آمریکا است که در شهرستان اوون، ایندیانا واقع شده‌است. کوینسی ۲۲۴٫۹۵ متر بالاتر از سطح دریا واقع شده‌است.